# David Arias Pérez
David Arias Pérez (Mataluenga, 22 de julio de 1929-Newark, Nueva Jersey, 9 de mayo de 2019) fue un obispo católico español radicado en los Estados Unidos. Fue nombrado obispo titular de Badiae y sirvió como obispo auxiliar de la arquidiócesis católica de Newark, Nueva Jersey.

## Biografía

### Formación y vida religiosa
Nacido en Mataluenga, pedanía del municipio de Las Omañas en la provincia de León, España, ingresó a la orden de los Agustinos Recoletos en 1946. Comenzó sus estudios de seminario en Monachil en 1948. 

### Sacerdocio
Fue ordenado sacerdote en Barcelona el 31 de mayo de 1952. Luego fue asignado a enseñar ciencias naturales brevemente en una escuela local, antes de comenzar estudios avanzados en teología en el Instituto Teresianum en Roma, donde recibió su diploma en 1964. Fue enviado posteriormente por su orden para servir en sus casas en Norteamérica, inicialmente en la Ciudad de México y luego en Kansas City, Misuri. Enseñó teología en el seminario de la orden allí.

### Episcopado
El 25 de enero de 1983, fue nombrado por el papa Juan Pablo II como obispo auxiliar de la arquidiócesis de Newark, siendo consagrado el 7 de abril siguiente. Se le encomendó la atención pastoral de la creciente población hispana de la región, representando sus intereses en diversas situaciones a nivel nacional.

### Fallecimiento
Falleció a los 89 años de edad en Newark, Nueva Jersey, siendo al momento de su deceso el obispo auxiliar emérito de dicha arquidiócesis.